# Villaines-la-Juhel
Villaines-la-Juhel är en kommun i departementet Mayenne i regionen Pays de la Loire i nordvästra Frankrike. Kommunen ligger i kantonen Villaines-la-Juhel som tillhör arrondissementet Mayenne. År 2022 hade Villaines-la-Juhel 2 682 invånare.

## Befolkningsutveckling
Antalet invånare i kommunen Villaines-la-Juhel
| Referens: INSEE |